# Boulazac Basket Dordogne
Boulazac Basket Dordogne ist ein französischer Basketballverein aus Boulazac, einem eingemeindeten Teil von Périgueux, im Département Dordogne. Aktuell tritt der Verein in der höchsten französischen Spielklasse LNB Pro A an.

## Geschichte
Der Verein wurde 1992 aus der Mannschaft des Union Sportive Périgourdine (USP) Basket gebildet, als diese nach Aufstieg in die nationalen Ligen Frankreichs auf der Suche nach einer größeren Spielstätte waren. Nach dem Umzug begann aus der untersten nationalen Spielklasse NM3 als US Périgord Boulazac 1998 der Aufstieg in die höchsten nationalen Spielklassen. Von 2005 bis 2012 spielte man dann in der zweithöchsten Spielklasse Pro B der Ligue Nationale de Basket. Hier erreichte man nur Plätze im unteren Tabellendrittel, bis man in der Saison 2011/12 die Vizemeisterschaft dieser Spielklasse und den Aufstieg in die höchste nationale Spielklasse Pro A erreichen konnte.
In seiner ersten Erstliga-Spielzeit 2012/13 erreichte Boulazac BD als Aufsteiger elf Siege in 30 Spielen, was nur zum vorletzten Tabellenplatz reichte und den Abstieg in die Pro B bedeutete.
Von der Saison 2013/14 bis einschließlich der Saison 2016/17 trat Boulazac wieder in der LNB Pro B an. Danach erfolge erneut der Aufstieg in der Pro A.

## Bekannte Spieler
| - Martin Ringström 2007 - Thomas Compaoré 2008/09 - / Aaron Cel 2009/10 - Malick Badiane 2010/11 - Ben Jacobson 2011 - Osiris Eldridge 2012 - Quinton Ross 2012/13 - Alex Acker 2013 |